# 菲利达·劳埃德

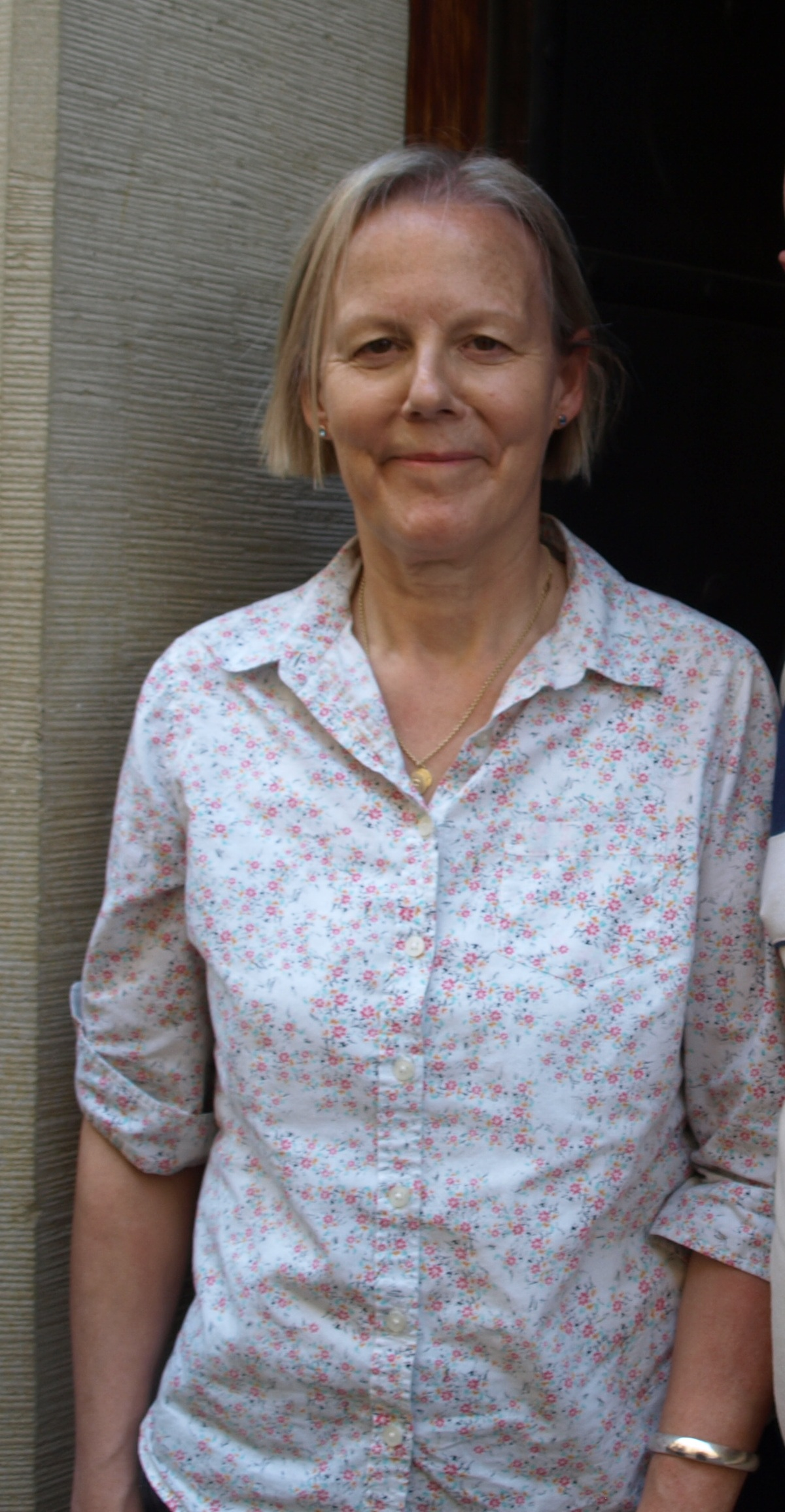
2015年

菲利达·劳埃德 CBE（Phyllida Lloyd，1957年6月17日—）是名英国女导演，她最知名的作品是1999年上演的音乐剧《媽媽咪呀！》以及2008年改编而成的歌舞喜剧片《媽媽咪呀！》。
2011年，她再次与梅麗·史翠普合作，执导了展现英国前首相玛格丽特·撒切尔夫人生平的传记电影《鐵娘子》，让梅麗赢得多个最佳女主角奖。

## 生平
她在布里斯托尔长大，1979年从伯明翰大学毕业后，为BBC拍摄了五年的电视剧。